# Abrothrix longipilis
Abrothrix longipilis är en däggdjursart som först beskrevs av Waterhouse 1837.  Abrothrix longipilis ingår i släktet Abrothrix, och familjen hamsterartade gnagare. Inga underarter finns listade i Catalogue of Life.
Denna gnagare förekommer i södra Chile och södra Argentina i Patagonien och Eldslandet. Habitatet varierar mellan skogar, stäpper och marskland.
Arten når en kroppslängd (huvud och bål) av 13,0 till 13,8 cm, en svanslängd av 8,3 till 9,6 cm och en vikt av 45 till 65 g. Den har cirka 3 cm långa bakfötter och ungefär 2 cm stora öron. Pälsfärgen på ovansidan är mörkbrun till mörk gråbrun och några exemplar har en rödbrun längsgående strimma på ryggens topp. Undersidans päls varierar mellan mörkgrå och samma färg som ovansidan. Även svansen har en mörk färg. Den främre delen av klorna har ett veck i mitten.
I några regioner som Bosque de Fray Jorge nationalpark består födan nästan uteslutande av insekter och i andra områden äts även frön, blad och andra gröna växtdelar. Honor som var dräktiga med 4 till 5 ungar registrerades i februari och augusti.
Individerna är nattaktiva och går främst på marken. Exemplar av honkön delar revir med olika hannar men inte med artfränder av samma kön. I den nämnda nationalparken hade reviren i genomsnitt en diameter av 47 meter. Abrothrix longipilis är tålig för väderförhållanden i utbredningsområdet och endast ett fåtal exemplar dör per år av kylan.